# SV Tollense Neubrandenburg
Der SV Tollense Neubrandenburg war ein deutscher Fußballverein aus Neubrandenburg, der von 1968 bis 1999 existierte. Heimstätte der Mecklenburger war das Friedrich-Ludwig-Jahn-Stadion.

## BSG Baumechanik Neubrandenburg

Logo der BSG Baumechanik

Tollense Neubrandenburg wurde 1968 unter der Bezeichnung BSG Baureparaturen Neubrandenburg gegründet. Die Betriebssportgemeinschaft vollzog kurz nach ihrer Gründung eine Namensänderung in Baumechanik Neubrandenburg, spielte aber auf sportlicher Ebene bis in die achtziger Jahre ausschließlich auf Neubrandenburger Kreisklassenniveau.
Der sportliche Aufstieg begann 1981 mit der Verpflichtung des ehemaligen Spielers Wolfgang Heiden als Trainer. Heiden gelang es, mehrere Spieler von Post Neubrandenburg zu verpflichten. Die BSG Baumechanik stieg durch diese Verstärkungen innerhalb kürzester Zeit bis 1983 in die drittklassige Bezirksliga Neubrandenburg auf. Auch in der Bezirksliga gelang der erneute Aufstieg, wenngleich die Meisterschaft des Bezirkes Neubrandenburg vor Lokomotive Anklam und der zweiten Mannschaft von Vorwärts Neubrandenburg erst am letzten Spieltag perfekt gemacht wurde.
In der DDR-Liga wurden der BSG Baumechanik klar ihre Grenzen aufgezeigt, mit lediglich zehn Saisonpunkten erfolgte der sofortige Wiederabstieg. Der Zeitpunkt in der DDR-Liga war allerdings auch denkbar ungünstig, da die Liga von fünf auf zwei Staffeln reduziert wurde. Die Bezirksliga hielt die BSG, welche nach der Wende in Tollensewerke Neubrandenburg umbenannt wurde, bis 1991.

## Tollense Neubrandenburg
Im Anschluss wurde der SV Tollensewerke Neubrandenburg in die neu gegründete Verbandsliga Mecklenburg-Vorpommern integriert. Die höchste Spielklasse in Mecklenburg-Vorpommern hielt Neubrandenburg durchgehend bis 1999, wobei der ab 1997 als Tollense auftretende Verein fast ausschließlich im Abstiegskampf stand. 1999 fusionierte der 1968 gegründete SV Tollense mit dem Lokalrivalen FC Neubrandenburg zum FC Tollense Neubrandenburg.

## Statistik
- Teilnahme DDR-Liga: 1983/84
- Ewige Tabelle der DDR-Liga: Rang 183

## Personen
- Bernd Wunderlich